# 앤버닉 RG351P
앤버닉 RG351은 닌텐도 게임보이 어드밴스의 기능을 복제한 리눅스 기반의 휴대용 게임기이다. 오리지널 게임보이처럼 카트리지를 기본적으로 재생할 수 없으며 대신 디지털 ROM 전용 콘솔이다. RG350의 후속 기종이며, 레트로이드 포켓 2와 함께 리트로게이밍을 위한 유명한 핸드헬드 콘솔로 부상했다. 셸과 화면 해상도는 다르지만 내부 사양은 유사한 여러 모델로 판매되고 있다. 비평가들은 그것의 품질과 기능을 칭찬했지만, 그것의 디자인의 특정한 측면들을 비판했다.

## 개요
RG351에는 여러 모델이 있다. RG351P와 더 비싼 RG351M은 동일한 수평 직사각형 폼 팩터를 유지하지만 각각 플라스틱과 알루미늄 쉘을 가지고 있다. RG351P는 내부 Wi-Fi가 부족하여 외부 동글이 필요하다. RG351V는 게임보이와 유사한 수직 직사각형 폼 팩터와 고해상도 4:3 가로 세로 비율 화면을 가지고 있다. RG351MP(메탈 프로) 모델은 고해상도 화면을 갖추고 있으며, 이전 모델인 M과 동일한 섀시를 유지하고 있다.
P와 M 모델의 화면은 480x320으로 게임보이 어드밴스보다 해상도가 2배 높으며, 가로 세로 비율은 3:2로, 이 시스템의 게임은 완벽하게 확장되지만 가로 세로 비율은 4:3인 게임은 필러박스가 된다. V와 MP 모델의 화면은 고해상도 4:3 가로 세로 비율 640x480 화면이다. 이 시스템은 RK3326 쿼드코어 1.5를 사용한다.1GB의 RAM과 온보드 스토리지가 없는 GHz CPU는 게임을 저장하기 위해 SD 카드가 필수이다. NES, 게임보이, 게임보이 어드밴스, 네오지오, 네오지오 포켓 컬러, 슈퍼 패미컴, 메가드라이브, 닌텐도 64, 플레이스테이션, 터보그래픽스-16, 플레이스테이션 포터블을 포함한 5세대 비디오 게임기까지의 게임 시스템을 에뮬레이트할 수 있다. 그러나 드림캐스트, 닌텐도 64, 플레이스테이션 포터블의 에뮬레이션에 문제가 있는 것으로 알려져 있다.
시스템은 EmuElec Linux 프론트엔드로 사전에 구성되어 있다. 그러나 "부진하다"는 비판을 받았고, 성능을 향상시키는 대안적인 프런트 엔드도 있다. 여기에는 에뮤엘렉 포크인 351ELC와 우분투에 구축된 운영 체제인 ArkOS가 포함된다.

## 내구성
PCM은 RG351P 3.5/5 별을 집계하여 좋은 빌드 품질과 뛰어난 성능을 가진 "재미있는" 핸드헬드라고 불렀다. 이들의 비판은 와이파이나 HDMI 아웃의 부족, 화면이 GBA와 같은 가로세로비여서 다른 게임들이 늘어나거나 필러박스가 된 것을 포함했다.
닌텐도 라이프는 RG351M과 Retroid Pocket2의 실제 비교를 수행하였고, RG351M의 디자인은 너무 "기능적"이라고 비판했다. 그러나, 그들은 그것의 금속 케이스가 "멋지다"라고 불렀고, 내장 와이파이를 "P" 모델과 비교했을 때, 그것의 외부 동글을 사용하는 것은 "지긋지긋하다"라고 칭송했다. 이들은 "P" 모델과 달리 "M" 모델의 D-패드에서 대각선 입력을 맞추기 어렵다는 점을 비판했다.
기즈모도는 RG351V가 "뛰어난 레트로 게임 경험"을 제공한다고 말하며 "초강력 게임 보이"라고 불렀다.
비즈니스 인사이더는 RG351에 사전 탑재된 해적판 닌텐도 ROM을 SD카드에 번들하여 아마존이 저작권 침해로 일부 목록을 삭제하도록 만든 아마존 제3자 판매자들을 비난했다. 그러나 콘솔 자체는 "싸구려 복제품"처럼 느껴지지 않는다는 평을 받았다.